# Giovanni Leoni
Giovanni Leoni (ur. 21 grudnia 2006 w Rzymie) – włoski piłkarz grający na pozycji obrońcy w klubie Liverpool.

## Kariera juniorska
Leoni grał jako junior w SSD Vigontina Calcio, AS Cittadella i Calcio Padova (do 2023).

## Kariera seniorska

### Calcio Padova
Leoni zadebiutował w pierwszej drużynie Calcio Padova 19 marca 2023 w meczu z UC AlbinoLeffe (3:2). Ostatecznie w ich barwach wystąpił 4 razy, nie zdobył żadnej bramki.

### UC Sampdoria
Leoni został wypożyczony do UC Sampdorii 1 lutego 2024. Zadebiutował u nich 3 lutego 2024 w meczu z Modena FC (2:2). Pierwszą bramkę zdobył 6 kwietnia 2024 w zremisowanym 2:2 spotkaniu przeciwko Palermo FC. 25 czerwca 2024 podpisał kontrakt z UC Sampdorią. Łącznie rozegrał dla nich 12 meczów i strzelił jednego gola.

### Parma Calcio 1913
Leoni przeszedł do Parma Calcio 1913 27 sierpnia 2024. Debiut dla nich zaliczył 9 listopada 2024 w wygranym 2:1 spotkaniu przeciwko Venezia FC. Pierwszego gola strzelił 9 lutego 2025 w meczu z Cagliari Calcio (1:2).

## Kariera reprezentacyjna

### Młodzieżowe reprezentacje Włoch
Leoni zadebiutował w reprezentacji Włoch U-18 21 marca 2024 w meczu z Austrią (2:1). 10 października 2024 zadebiutował w kadrze Włoch U-19 (3:3 z Walią).

## Statystyki

### Klubowe
(aktualne na dzień 22 czerwca 2025)
| Klub               | Sezon              | Liga               | Liga  | Liga   | Puchar kraju | Puchar kraju | Suma  | Suma   |
| Klub               | Sezon              | Liga               | Mecze | Bramki | Mecze        | Bramki       | Mecze | Bramki |
| ------------------ | ------------------ | ------------------ | ----- | ------ | ------------ | ------------ | ----- | ------ |
| Calcio Padova      | 2022/23            | Serie C            | 1     | 0      | 0            | 0            | 1     | 0      |
| Calcio Padova      | 2023/24            | Serie C            | 0     | 0      | 3            | 0            | 3     | 0      |
| Calcio Padova      | Ogólnie            | Ogólnie            | 1     | 0      | 3            | 0            | 4     | 0      |
| UC Sampdoria       | 2023/24            | Serie B            | 12    | 1      | 0            | 0            | 12    | 1      |
| UC Sampdoria       | Ogólnie            | Ogólnie            | 12    | 1      | 0            | 0            | 12    | 1      |
| Parma Calcio 1913  | 2024/25            | Serie A            | 17    | 1      | 0            | 0            | 17    | 1      |
| Parma Calcio 1913  | Ogólnie            | Ogólnie            | 17    | 1      | 0            | 0            | 17    | 1      |
| Ogólnie w karierze | Ogólnie w karierze | Ogólnie w karierze | 30    | 2      | 3            | 0            | 33    | 2      |

### Reprezentacyjne
(aktualne na dzień 22 czerwca 2025)
| Reprezentacja      | Rok                | Mecze | Bramki |
| ------------------ | ------------------ | ----- | ------ |
| Włochy U-18        | 2024               | 1     | 0      |
| Ogólnie            | Ogólnie            | 1     | 0      |
| Włochy U-19        | 2024               | 5     | 0      |
| Włochy U-19        | 2025               | 2     | 0      |
| Ogólnie            | Ogólnie            | 7     | 0      |
| Ogólnie w karierze | Ogólnie w karierze | 8     | 0      |